# Taine Plumtree
Pour les articles homonymes, voir Plumtree.

a Compétitions nationales et continentales officielles uniquement.

b Matchs officiels uniquement.
Dernière mise à jour le 10 octobre 2023.
Taine Plumtree, né le 9 mars 2000 à Swansea (pays de Galles), est un joueur international gallois de rugby à XV évoluant principalement au poste de troisième ligne aile. Il joue en United Rugby Championship au sein de la franchise régionale des Scarlets depuis 2023.

## Biographie
Il est le fils de John Plumtree, joueur puis entraîneur de rugby à XV et notamment assistant de Joe Schmidt avec l'Irlande.

### Carrière en club
Taine Plumtree fait ses débuts professionnels en 2020 avec la province de Wellington, prenant part à la NPC 2020 (en). Durant la saison 2021 de NPC, il inscrit notamment trois essais contre Northland. En 2021, il fait ses débuts en Super Rugby avec les Blues contre les Crusaders.
Il signe pour la province des Scarlets à l'été 2023.

### Carrière internationale
Sa mère étant sud-africaine, il est aussi éligible pour représenter cette nation.
Il représente l'équipe de Nouvelle-Zélande des moins de 20 ans lors du Championnat du monde junior 2019.
En juillet 2023, Plumtree intègre le groupe de l'équipe galloise pour la préparation de la Coupe du monde, alors qu'il ne figurait pas dans la sélection originelle de Warren Gatland. Cependant, il ne fait ensuite pas partie de la sélection finale à cause d'une blessure.